# Трафорд (Пенсилванија)
Трафорд (енгл. Trafford) град је у америчкој савезној држави Пенсилванија.

## Демографија
По попису из 2010. године број становника је 3.174, што је 62 (-1,9%) становника мање него 2000. године.
| Група             | 2000.         | 2010.         |
| Белци             | 3.174 (98,1%) | 3.024 (95,3%) |
| Афроамериканци    | 22 (0,7%)     | 50 (1,6%)     |
| Азијати           | 10 (0,3%)     | 36 (1,1%)     |
| Хиспаноамериканци | 13 (0,4%)     | 28 (0,9%)     |
| Укупно            | 3.236         | 3.174         |